# Joodse schedelcollectie

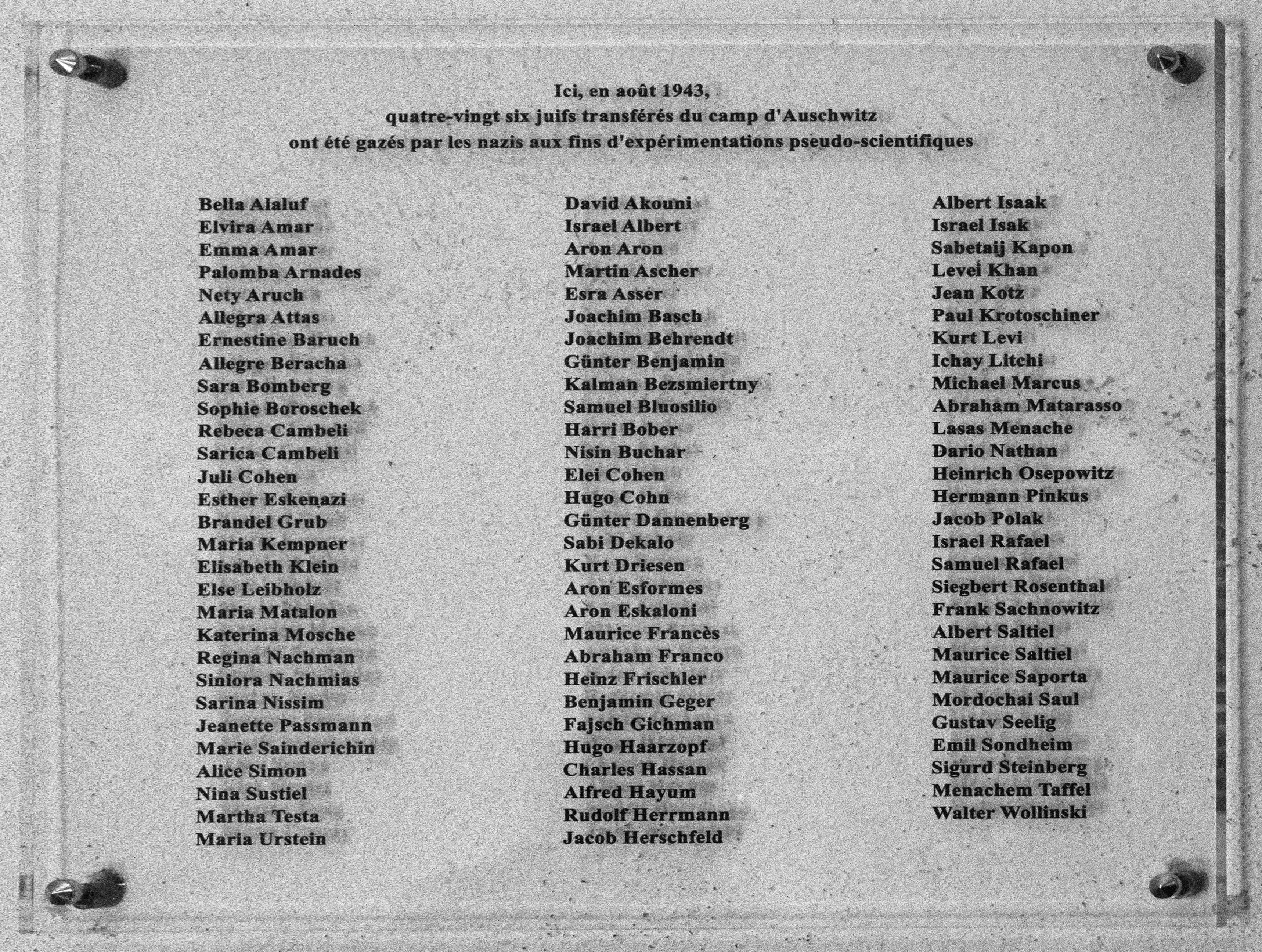
Een gedenkplaat met de namen van zesentachtig slachtoffers in Natzweiler-Struthof

De Joodse schedelcollectie was een verzameling van menselijke skeletten, afkomstig van Joodse slachtoffers van de Holocaust. Tot een complete samenstelling van de collectie kwam het nooit. Met de verzamelingen wilden de  nazi's de inferioriteit van het "Joodse ras" aantonen. Zesentachtig Joden werden in het concentratiekamp Natzweiler-Struthof (Elzas) vergast, waar hun lichamen later door geallieerde troepen werden aangetroffen.

## Achtergrond

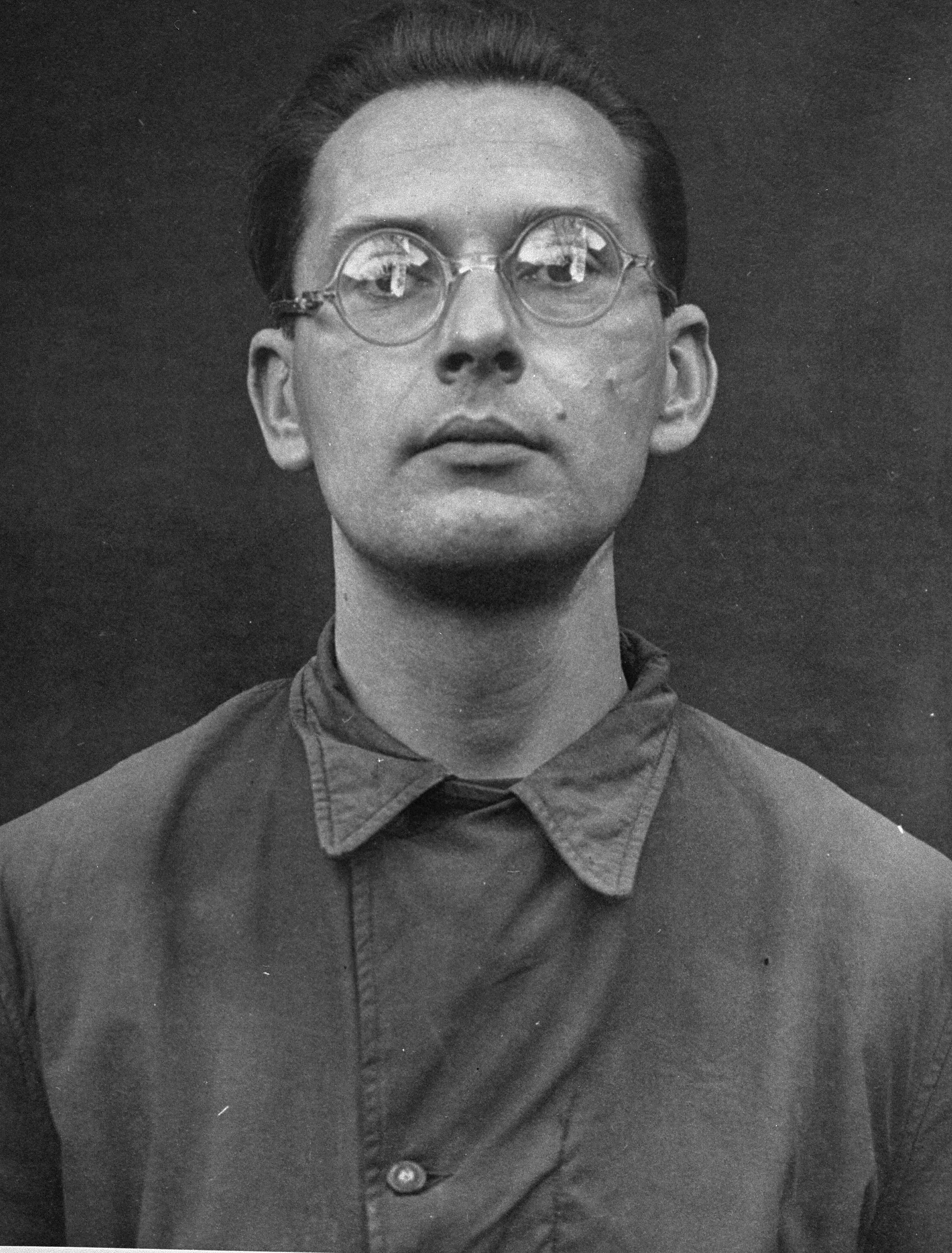
Foto van Rudolf Brandt in gevangenschap na de oorlog.

Volgens de centrale stellingen van de nazistische rassenleer was er sprake van "Arisch oerras" in Noord-Europa dat van alle mensenrassen het hoogst ontwikkeld was. Onder aan de ladder stond het "Joodse ras", aangeduid als ondermensen. Dit diende daarom bestreden en uitgegroeid te worden. De ondergeschiktheid was het "Joodse ras" kwam volgens de nazileer onder andere tot uiting door onderontwikkelde lichamelijke kenmerken. 
SS-leider Heinrich Himmler gaf de opdracht tot het samenstellen van een bottencollectie. De opdracht werd uitgevoerd door de anatomist August Hirt, samen met Wolfram Sievers en Rudolf Brandt. Zij waren verbonden aan de Ahnenerbe, een SS-denktank die het doel had de nazistische rassenleer te implementeren.
Aanvankelijk was men van plan Joodse commissarissen uit het Rode Leger te selecteren voor het project, maar uiteindelijk werd gekozen uit honderdvijftien gevangenen die zich in Auschwitz bevonden en die voldeden aan het stereotype qua Joods uiterlijk. Zij werden in de eerste helft van 1943 uitgekozen door SS-Hauptsturmführer Bruno Berger en Hans Fleischhacker. De gevangenen werden in quarantaine gezet, omdat er op dat moment een tyfusepidemie was in Auschwitz. In een laboratorium werden foto's gemaakt, lichaamsmaten opgemeten en verder gekeken naar typisch Joodse uiterlijke kenmerken.
Uiteindelijk werden zevenentachtig gevangenen overgebracht naar het concentratiekamp Natzweiler-Struthof, waar ze twee weken gevangen zaten in Blok 13 en extra voedsel kregen om aan te sterken, voor de gewenste afgietsels van hun lijken. Tussen 11 en 19 augustus 1943 werden zesentachtig personen vergast, zevenenvijftig mannen en negenentwintig vrouwen. De vergassing werd uitgevoerd door de kampcommandant Josef Kramer. Een slachtoffer dat zich te heftig verzette werd doodgeschoten en werd niet in de collectie opgenomen.
Het volgende onderdeel van het project was om afgietsels te maken van de lichamen, maar zover kwam het niet. De lichamen werden wel in formaldehyde gepreserveerd. Door personeelsgebrek en andere prioriteiten kwamen de onderzoekers niet toe aan het maken van afgietsels. Met de nadering van de de geallieerden in augustus 1944 waren de lichamen nog steeds niet ontvleesd en de angst voor ontdekking groeide. In september 1944 kreeg Brandt een telegram van Sievers waarin hij toestemming gaf voor het ontvlezen van de lichamen. Dat betekende wel dat de opzet van het project was mislukt, omdat er dan geen afgietsels meer konden worden gemaakt van de lichamen.
Na de bevrijding van het kamp op 23 november 1944 troffen de geallieerden de lichamen aan, in sommige gevallen onthoofd. Ze waren kort daarvoor in een massagraf gedumpt. Na de oorlog werden Brandt en Sievers aangeklaagd en stonden terecht tijdens het zogeheten Artsenproces, onderdeel van de Processen van Neurenberg. Beiden werden ter dood veroordeeld en in juni 1948 opgehangen. August Hirt werd bij absentie ter dood veroordeeld. Op dat moment was bekend dat hij zichzelf in juni 1945 had doodgeschoten in de buurt van Schluchsee. Bruno Beger werd in 1974 door een West-Duitse rechtbank tot drie jaar celstraf veroordeeld, hoewel hij direct vrijkwam omdat hij al meer dan drie jaar had vastgezeten.
De lichamen werden in 1951 herbegraven op de Joodse begraafplaats van Straatsburg. Menachem Taffel, een in Polen geboren jood die woonde in Berlijn, was lange tijd het enige geïdentificeerde slachtoffer. Dankzij de inzet van Hans-Joachim Lang, een Duitse hoogleraar aan de Universiteit van Tübingen, werden in 2003 alle slachtoffers geïdentificeerd. Hij wist de namen te koppelen aan een lijst met gevangenennummers. Zesenveertig slachtoffers kwamen oorspronkelijk uit de Griekse stad Thessaloniki. Andere slachtoffers kwamen uit Duitsland, Frankrijk, Noorwegen, Oostenrijk, België, Noorwegen en Polen. Ook drie Nederlandse joden bevonden zich onder de slachtoffers, te weten Jeanette Passmann-Vogelsang, Levie Khan en Jacob Polak.